# Jim Miller (językoznawca)
James Edward „Jim” Miller (ur. 1942, zm. 8 lutego 2019) – brytyjski językoznawca, anglista i tłumacz. Zajmował się naturą kategorii gramatycznych, relacją między mową a językiem pisanym oraz składnią spontanicznego języka mówionego.
Swoją karierę akademicką związał z Uniwersytetem Edynburskim, gdzie w 1970 r. uzyskał doktorat. W 1967 r. objął stanowisko adiunkta. Od 2003 r. był związany z uczelnią jako profesor emeritus.

## Książki
- Semantics and Syntax: Parallels and Connections (1985)
- Syntax: A Linguistic Introduction to Sentence Structure (współautorstwo, 1992)
- Spontaneous Spoken Language: Syntax and Discourse (współautorstwo, 1998)
- An Introduction to English Syntax (2000)